# Bosniakken
Bosniakken (verouderd: Bosniaken, enkelvoud: Bosniak, Bosnisch: Bošnjaci, Turks: Boşnak) zijn een Zuid-Slavische bevolkingsgroep op de Balkan. Daarnaast identificeren ongeveer 100.000 inwoners van Turkije zich als Bosniak en zijn naar schatting nog eens 2 miljoen inwoners van Turkije van Bosniakse afkomst (2008).

## Geschiedenis
De Bosniakken zijn voor het eerst in een aantal documenten in het middeleeuwse Bosnië genoemd, onder de naam Bošnjani. Bosniakken kwamen als Slaven naar de Balkan die zich later zouden vermengen met de inheemse bevolking aldaar. 
Tijdens de Ottomaanse overheersing van de Balkan, voornamelijk in de 16e en 17e eeuw, werden de Bosniakken door de islam beïnvloed. Dit gebeurde veelal uit economische motieven maar ook doordat jonge jongens werden ingelijfd in het Ottomaanse leger, onder andere bij de Janitsaren, en daar werden bekeerd tot de islam. Na de val van het Ottomaanse Rijk werden Bosniakken in veel gevallen onderdrukt doordat zij als collaborateurs met de Ottomaanse Turken werden gezien. Dit kwam onder andere omdat de troepen van het Ottomaanse Rijk voor een deel uit Bosniakken bestonden.

## Religie
Bosniakken zijn Slavische moslims van origine, ze worden ook wel Bosnische moslims genoemd. Bosniakken wonen niet alleen in Bosnië, maar bijvoorbeeld ook in Kroatië, Servië, Noord-Macedonië, Montenegro, Kosovo en Slovenië. Veel Bosniakken zijn seculiere moslims of hebben zich, als gevolg van de communistische invloeden in het verleden, van de religie afgewend. In het oude Joegoslavië werden Slavische moslims beschouwd als Moslim van nationaliteit. Op de Balkan wonen ook moslims die geen Bosniak zijn, zowel van Slavische (Pomaken, Gorani en Torbeš) als niet-Slavische oorsprong, bijvoorbeeld geïmmigreerde Turken en Arabieren.

## Bosnische Burgeroorlog
De Bosnische Burgeroorlog, die van 1992 tot 1995 duurde, is een van de oorlogen in Joegoslavië die uitbraken als gevolg van het uiteenvallen van het oude Joegoslavië. De oorlog ontstond toen Bosnië en Herzegovina zich in 1992 onafhankelijk verklaarde. De Bosniakken waren de drijvende kracht achter deze afscheiding. Dit kwam met name door een uitspraak van Radovan Karadžić die openlijk stelde dat als Bosnië en Herzegovina zich onafhankelijk zou verklaren de Bosniakken een gigantisch probleem hadden. De oorlog die volgde leidde onder meer tot de genocide op Bosnische moslims bij Srebrenica.
Tijdens de Bosnische Oorlog werden met de Bosniërs door de media vooral de Bosniakken bedoeld.

## Verspreiding

### Bosnië
In Bosnië en Herzegovina werden er in de volkstelling van 2013 zo’n 1.769.592 Bosniakken geteld, hetgeen iets meer dan 50% van de Bosnische bevolking is.

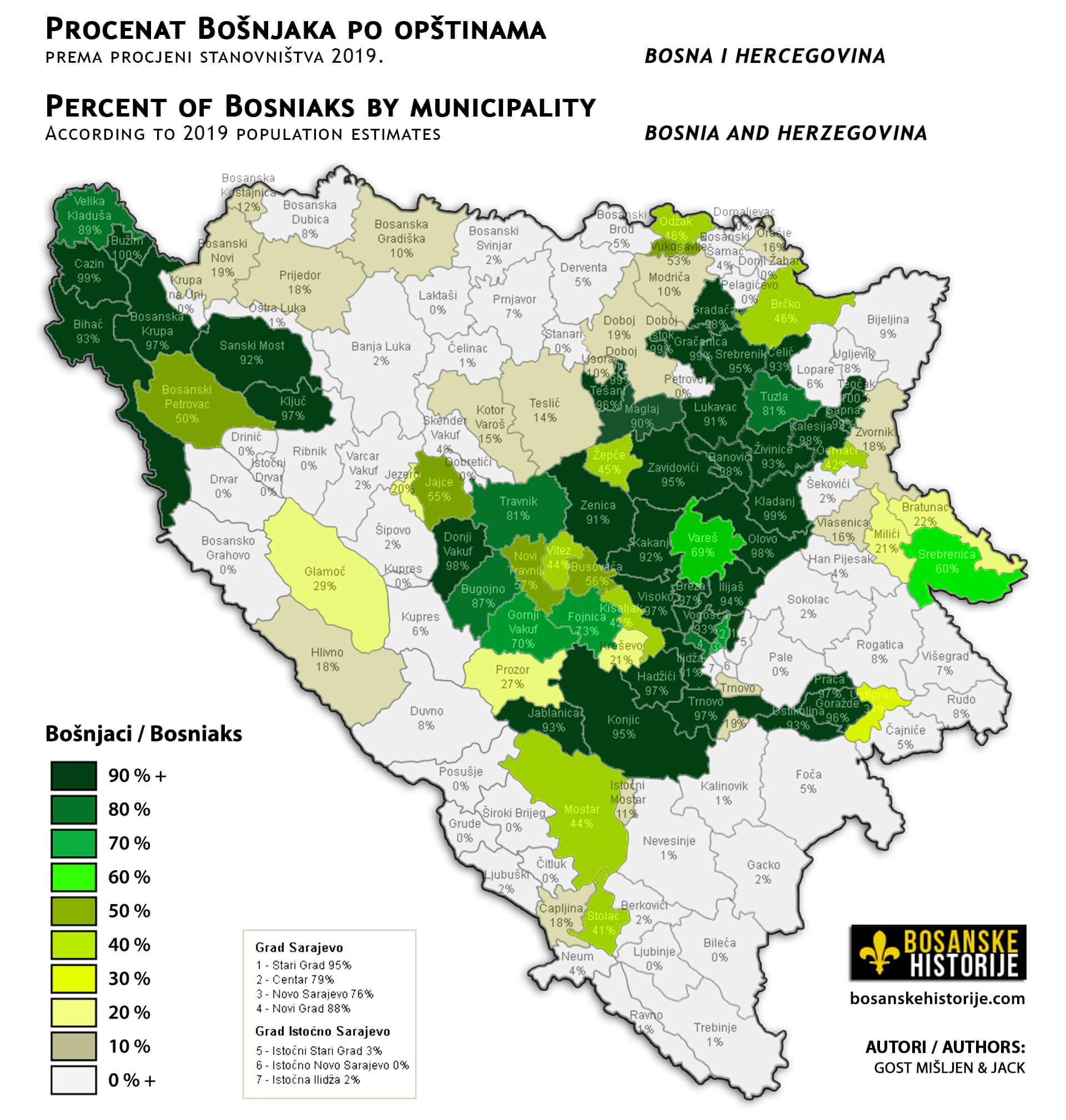
Verspreiding van de Bosniakken in Bosnië en Herzegovina (in 2019)

### Servië
In de volkstelling van 2011 werden er 145.278 Bosniakken geteld in Servië, hetgeen 2% van de Servische bevolking is. De Servische Bosniakken wonen vooral in de historische regio Sandžak, met name in de districten Raška en Zlatibor. In de gemeenten Tutin (90%), Novi Pazar (77%) en Sjenica (73%) vormen Bosniakken zelfs een meerderheid van de bevolking, gevolgd door significante minderheden in Prijepolje (35%) en Priboj (21%).

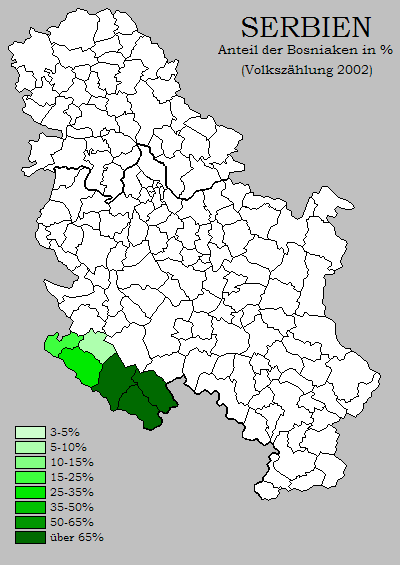
Verspreiding van Bosniakken in Servië

### Montenegro
In de volkstelling van 2011 werden er 53.605 Bosniakken in Montenegro geteld, hetgeen 8,65% van de bevolking van Montenegro is. De Bosniakken wonen voornamelijk in het noorden van Montenegro, in de historische regio Sandžak en vormen de meerderheid van de bevolking in vier gemeenten: Rožaje (84%), Petnjica (83%), Plav (56%) en Gusinje (43%).

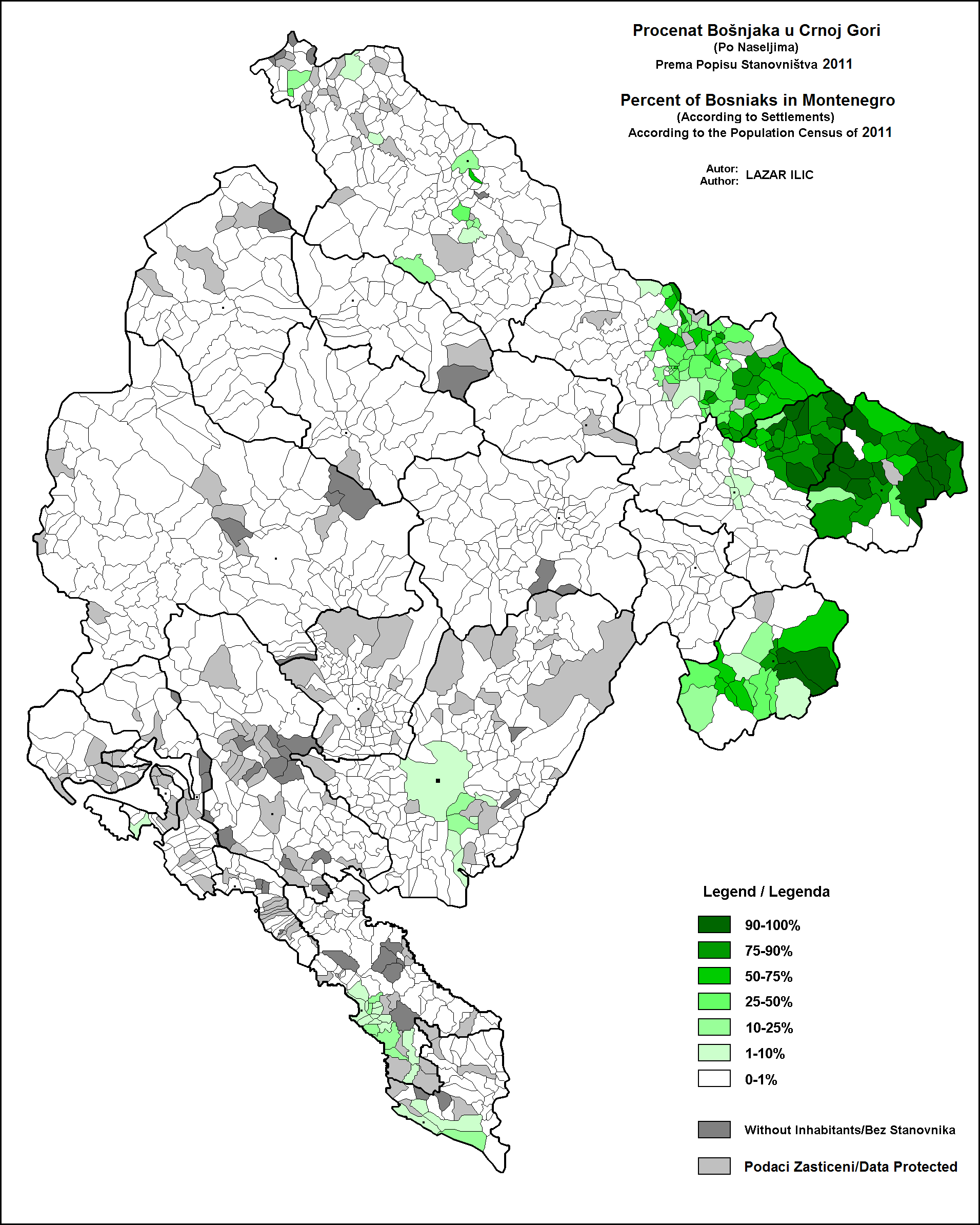
Verspreiding van Bosniakken in Montenegro

### Slovenië
In 2002 werden er 32.009 Moslim van nationaliteit en Bosniakken geteld in Slovenië, hetgeen 1,6% van de Sloveense bevolking is.

### Kroatië
In de volkstelling van 2011 werden er 31.479 Bosniakken in Kroatië geteld, hetgeen 0,8% van de Kroatische bevolking is. De meeste Bosniakken leven in de hoofdstad Zagreb (8.119 personen), Istrië (6.146 personen) en Primorje-Gorski Kotar (4.877 personen).

### Kosovo
De Kosovaarse volkstelling van 2011 telde 27.553 Bosniakken, hetgeen 1,6% van de bevolking van Kosovo is. De Bosniakken vormen na Albanezen de grootste groep in Kosovo. Zij wonen vooral in Prizren en Dragash.

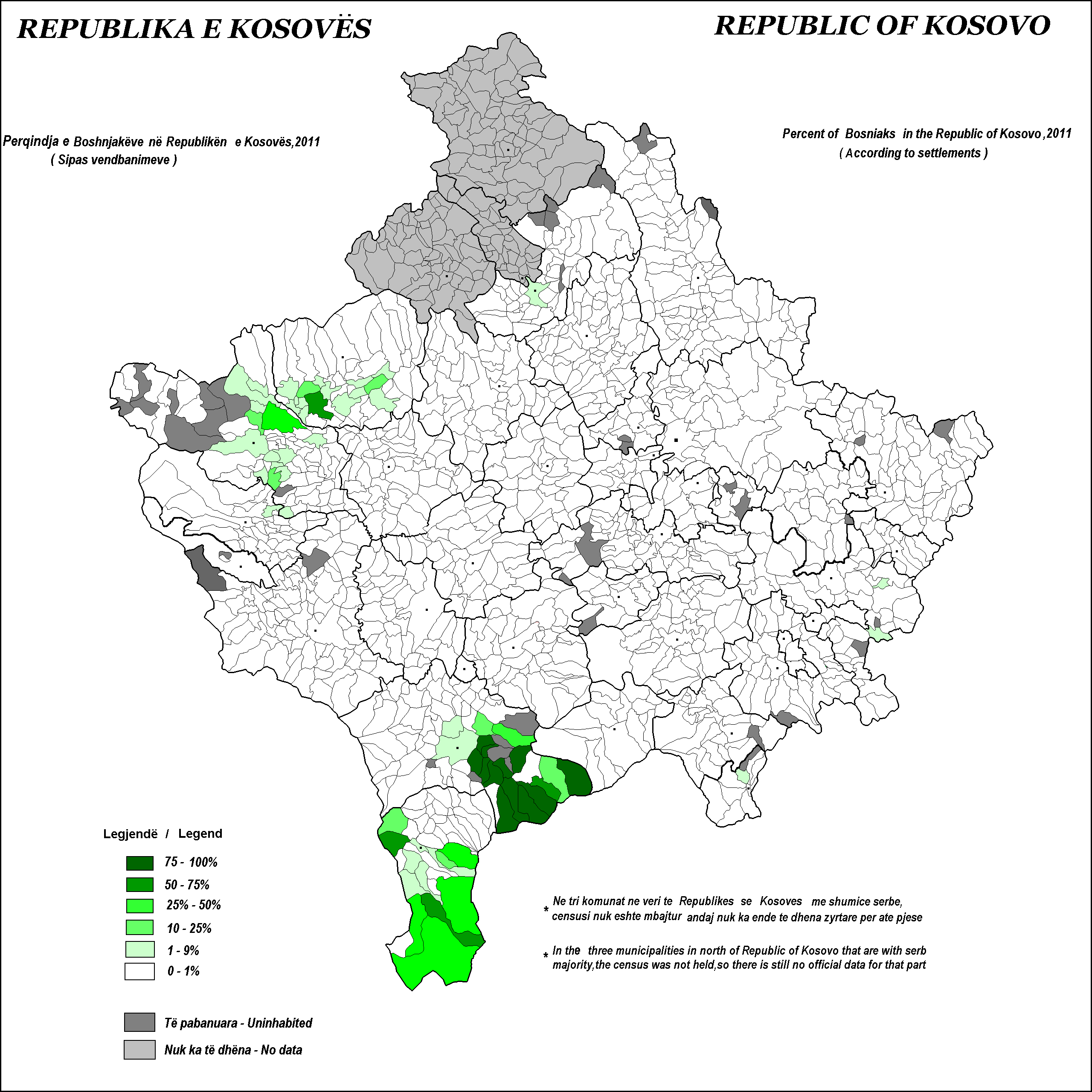
Verspreiding van Bosniakken in Kosovo

### Albanië
De Bosniakken in Albanië wonen vooral in Shijak en Libofshë.

### het Westen
Grote gemeenschappen van Bosniakken zijn woonachtig in Duitsland (158.158 personen), Oostenrijk (128.047 personen), Zweden (90.498 personen) en Zwitserland (46.773 personen).
In de Verenigde Staten leven zo’n 350.000 Bosniakken, vooral in St. Louis. In Australië wonen bijna 40.000 Bosniakken.

## Bekende hedendaagse Bosniakken
- Edin Džeko, voetballer
- Vahid Halilhodžić, voetbaltrainer
- Alija Izetbegović, president van Bosnië en Herzegovina
- Emina Jahović, zangeres
- Adem Ljajić, voetballer
- Naser Orić, bekend van de val van Srebrenica
- Mohammed Sacirbey, diplomaat
- Danis Tanović, Oscarwinnaar
- Miralem Pjanić, voetballer
- Sead Kolašinac, voetballer
- Zlatan Ibrahimović, voetballer
- Haris Seferović, voetballer